# Giudici della Corte europea dei diritti dell'uomo
Questa è la lista dei giudici passati e presenti della Corte europea dei diritti dell'uomo (CEDU).
In grassetto sono segnati i giudici in carica mentre in corsivo è indicata la data prevista per la fine del mandato.

## Giudici
| Nome                                          | Paese                      | Inizio mandato    | Fine mandato      |
| --------------------------------------------- | -------------------------- | ----------------- | ----------------- |
| Kristaq Traja                                 | Albania                    | 1º novembre 1998  | 2008              |
| Ledi Bianku                                   | Albania                    | 1º febbraio 2008  | 31 gennaio 2017   |
| Darian Pavli                                  | Albania                    | 7 gennaio 2019    | 6 gennaio 2028    |
| Josep Casadevall                              | Andorra                    | 1996              | 31 ottobre 2015   |
| Pere Pastor Vilanova                          | Andorra                    | 1º novembre 2015  | 31 ottobre 2024   |
| Alwina Gjulumjan                              | Armenia                    | 2003              | 31 ottobre 2014   |
| Armen Harutyunyan                             | Armenia                    | 17 settembre 2015 | 16 settembre 2024 |
| Alfred Verdross                               | Austria                    | 20 aprile 1959    | 1977              |
| Franz Matscher                                | Austria                    | 1977              | 31 ottobre 1998   |
| Willi Fuhrmann                                | Austria                    | 1º novembre 1998  | 31 ottobre 2001   |
| Elisabeth Steiner                             | Austria                    | 1º novembre 2001  | 31 ottobre 2015   |
| Gabriele Kucsko-Stadlmayer                    | Austria                    | 1º novembre 2015  | 31 ottobre 2024   |
| Xanlar Hacıyev                                | Azerbaigian                | 2003              | 3 gennaio 2017    |
| Lətif Hüsenyov                                | Azerbaigian                | 4 gennaio 2017    | 3 gennaio 2026    |
| Henri Rolin                                   | Belgio                     | 20 aprile 1959    | 1971              |
| Walter Jean Ganshof van der Meersch           | Belgio                     | 1973              | 1986              |
| Jan De Meyer                                  | Belgio                     | 1986              | 31 ottobre 1998   |
| Françoise Tulkens                             | Belgio                     | 1º novembre 1998  | 12 settembre 2012 |
| Paul Lemmens                                  | Belgio                     | 13 settembre 2012 | 12 settembre 2021 |
| Ljiljana Mijović                              | Bosnia ed Erzegovina       | 19 maggio 2004    | 31 ottobre 2011   |
| Faris Vehabović                               | Bosnia ed Erzegovina       | 3 dicembre 2012   | 2 dicembre 2021   |
| Dimitar Gotchev                               | Bulgaria                   | 1992              | 31 ottobre 1998   |
| Snejana Botoucharova                          | Bulgaria                   | 1º novembre 1998  | 2008              |
| Zdravka Kalaydjieva                           | Bulgaria                   | 2008              | 28 febbraio 2015  |
| Yonko Grozev                                  | Bulgaria                   | 13 aprile 2015    | 12 aprile 2024    |
| Mehmet Zekia                                  | Cipro                      | 1961              | 1984              |
| Andreas Nicolas Loizou                        | Cipro                      | 1990              | 31 ottobre 1998   |
| Loukis Loucaides                              | Cipro                      | 1º novembre 1998  | 2008              |
| George Nicolaou                               | Cipro                      | 2008              | 2016              |
| Georgios Serghides                            | Cipro                      | 2016              | 2025              |
| Nina Vajić                                    | Croazia                    | 1º novembre 1998  | 1º gennaio 2013   |
| Ksenija Turković                              | Croazia                    | 2 gennaio 2013    | 1º gennaio 2022   |
| Alf Ross                                      | Danimarca                  | 20 aprile 1959    | 1971              |
| Helga Pedersen                                | Danimarca                  | 1971              | 1980              |
| Max Sørensen                                  | Danimarca                  | 1980              | 10 settembre 1981 |
| Jørgen Gersing                                | Danimarca                  | 1982              | 1988              |
| Isi Foighel                                   | Danimarca                  | 1988              | 31 ottobre 1998   |
| Peer Lorenzen                                 | Danimarca                  | 1º novembre 1998  | 2014              |
| Jon Fridrik Kjølbro                           | Danimarca                  | 1º aprile 2014    | 31 marzo 2024     |
| Uno Lõhmus                                    | Estonia                    | 1994              | 31 ottobre 1998   |
| Rait Maruste                                  | Estonia                    | 1º novembre 1998  | 31 dicembre 2010  |
| Julia Laffranque                              | Estonia                    | 4 gennaio 2011    | 3 gennaio 2020    |
| Raimo Pekkanen                                | Finlandia                  | 1989              | 31 ottobre 1998   |
| Matti Pellonpää                               | Finlandia                  | 1º novembre 1998  | 2006              |
| Päivi Hirvelä                                 | Finlandia                  | 1º gennaio 2007   | 31 dicembre 2015  |
| Pauliine Koskelo                              | Finlandia                  | 1º gennaio 2016   | 31 dicembre 2024  |
| René Cassin                                   | Francia                    | 20 aprile 1959    | 20 febbraio 1976  |
| Pierre-Henri Teitgen                          | Francia                    | 1976              | 1980              |
| Louis-Edmond Pettiti                          | Francia                    | 1980              | 31 ottobre 1998   |
| Jean-Paul Costa                               | Francia                    | 1º novembre 1998  | 3 novembre 2011   |
| André Potocki                                 | Francia                    | 4 novembre 2011   | 3 novembre 2020   |
| Mindia Ugrekhelidze                           | Georgia                    | 1999              | 2008              |
| Nona Tsotsoria                                | Georgia                    | 1º febbraio 2008  | 7 gennaio 2018    |
| Lado Chanturia                                | Georgia                    | 8 gennaio 2018    | 7 gennaio 2027    |
| Hermann Mosler                                | Germania Ovest             | 20 aprile 1959    | 1980              |
| Rudolf Bernhardt                              | Germania                   | 1981              | 31 ottobre 1998   |
| Georg Ress                                    | Germania                   | 1º novembre 1998  | 31 ottobre 2004   |
| Renate Jaeger                                 | Germania                   | 1º novembre 2004  | 30 dicembre 2010  |
| Angelika Nussberger                           | Germania                   | 1º gennaio 2011   | 31 dicembre 2019  |
| Georges Maridakis                             | Grecia                     | 20 aprile 1959    | 31 dicembre 1970  |
| Dimitrios Evrigenis                           | Grecia                     | 1975              | 27 gennaio 1986   |
| Nicolas Valticos                              | Grecia                     | 1986              | 31 ottobre 1998   |
| Christos Rozakis                              | Grecia                     | 1º novembre 1998  | 17 maggio 2011    |
| Linos-Alexander Sicilianos                    | Grecia                     | 18 maggio 2011    | 17 maggio 2020    |
| Richard McGonigal                             | Irlanda                    | 20 aprile 1959    | 24 gennaio 1964   |
| Conor Maguire                                 | Irlanda                    | 1965              | 1971              |
| Philip O' Donoghue                            | Irlanda                    | 1971              | 1980              |
| Brian Walsh                                   | Irlanda                    | 1980              | 9 marzo 1998      |
| John Hedigan                                  | Irlanda                    | 1º novembre 1998  | 2007              |
| Ann Power-Forde                               | Irlanda                    | 3 marzo 2008      | 30 settembre 2014 |
| Síofra O'Leary                                | Irlanda                    | 2 luglio 2015     | 1º luglio 2024    |
| Einar Arnalds                                 | Islanda                    | 20 aprile 1959    | 1967              |
| Sigurgeir Sigurjónsson                        | Islanda                    | 1967              | 1971              |
| Þór Heimir Vilhjálmsson                       | Islanda                    | 1971              | 31 ottobre 1998   |
| Gaukur Jörundsson                             | Islanda                    | 1º novembre 1998  | 22 settembre 2004 |
| David Thór Björgvinsson                       | Islanda                    | 1º novembre 2004  | 31 ottobre 2013   |
| Róbert Ragnar Spanó                           | Islanda                    | 1º novembre 2013  | 31 ottobre 2022   |
| Giorgio Balladore Pallieri                    | Italia                     | 20 aprile 1959    | 9 dicembre 1980   |
| Carlo Russo                                   | Italia                     | 1981              | 31 ottobre 1998   |
| Benedetto Conforti                            | Italia                     | 1º novembre 1998  | 2001              |
| Vladimiro Zagrebelsky                         | Italia                     | 2001              | 2010              |
| Guido Raimondi                                | Italia                     | 5 maggio 2010     | 4 maggio 2019     |
| Raffaele Sabato                               | Italia                     | 5 maggio 2019     | 4 maggio 2028     |
| Egils Levits                                  | Lettonia                   | 1995              | 2004              |
| Ineta Ziemele                                 | Lettonia                   | 6 settembre 2005  | 31 dicembre 2014  |
| Mārtiņš Mits                                  | Lettonia                   | 3 settembre 2015  | 2 settembre 2024  |
| Ronald St. John Macdonald                     | Liechtenstein              | 1980              | 31 ottobre 1998   |
| Lucius Caflisch                               | Liechtenstein              | 1º novembre 1998  | 31 agosto 2006    |
| Mark Villiger                                 | Liechtenstein              | 1º settembre 2006 | 31 agosto 2015    |
| Carlo Ranzoni                                 | Liechtenstein              | 1º settembre 2015 | 31 agosto 2024    |
| Pranas Kūris                                  | Lituania                   | 1994              | 30 aprile 2004    |
| Danutė Jočienė                                | Lituania                   | 1º novembre 2004  | 31 ottobre 2013   |
| Egidijus Kūris                                | Lituania                   | 1º novembre 2013  | 31 ottobre 2022   |
| Eugène Rodenbourg                             | Lussemburgo                | 20 aprile 1959    | 1º ottobre 1975   |
| Henri Delvaux                                 | Lussemburgo                | 1976              | 1977              |
| Léon Liesch                                   | Lussemburgo                | 1977              | 1985              |
| Alphonse Spielmann                            | Lussemburgo                | 1985              | 31 ottobre 1998   |
| Marc Fischbach                                | Lussemburgo                | 1º novembre 1998  | 15 gennaio 2004   |
| Dean Spielmann                                | Lussemburgo                | 30 agosto 2004    | 31 ottobre 2015   |
| Georges Ravarani                              | Lussemburgo                | 1º novembre 2015  | 31 ottobre 2024   |
| John Cremona                                  | Malta                      | 1965              | 1992              |
| Giuseppe Mifsud Bonnici                       | Malta                      | 1992              | 31 ottobre 1998   |
| Giovanni Bonello                              | Malta                      | 1º novembre 1998  | 19 settembre 2010 |
| Vincent De Gaetano                            | Malta                      | 20 settembre 2010 | 19 settembre 2019 |
| Margarita Tsatsa-Nikolovska                   | Macedonia del Nord         | 1º novembre 1998  | 2008              |
| Mirjana Lazarova-Trajkovska                   | Macedonia del Nord         | 1º febbraio 2008  | 31 gennaio 2017   |
| Tudor Panţîru                                 | Moldavia                   | 1996              | 31 ottobre 2001   |
| Stanislav Pavlovschi                          | Moldavia                   | 1º novembre 2001  | 2008              |
| Mihai Poalelungi                              | Moldavia                   | 1º maggio 2008    | 30 aprile 2012    |
| Valeriu Grițco                                | Moldavia                   | 3 dicembre 2012   | 2 dicembre 2021   |
| Isabelle Berro                                | Monaco                     | 11 settembre 2006 | 31 luglio 2015    |
| Stéphanie Mourou-Vikström                     | Monaco                     | 17 settembre 2015 | 16 settembre 2024 |
| Nebojša Vučinić                               | Montenegro                 | 27 agosto 2008    | 26 agosto 2017    |
| Terje Wold                                    | Norvegia                   | 20 aprile 1959    | 6 settembre 1972  |
| Rolv Ryssdal                                  | Norvegia                   | 1973              | 18 febbraio 1998  |
| Hanne Sophie Greve                            | Norvegia                   | 1º novembre 1998  | 31 ottobre 2004   |
| Sverre Erik Jebens                            | Norvegia                   | 1º novembre 2004  | 31 agosto 2011    |
| Erik Møse                                     | Norvegia                   | 1º settembre 2011 | 31 agosto 2020    |
| Frederik Mari Baron van Asbeck                | Paesi Bassi                | 20 aprile 1959    | 1966              |
| Gérard Wiarda                                 | Paesi Bassi                | 20 aprile 1966    | 1985              |
| André Donner                                  | Paesi Bassi                | 1986              | 1987              |
| Sibrand Karel Martens                         | Paesi Bassi                | 1988              | 1996              |
| Pieter van Dijk                               | Paesi Bassi                | 1996              | 31 ottobre 1998   |
| Wilhelmina Thomassen                          | Paesi Bassi                | 1º novembre 1998  | 31 ottobre 2004   |
| Egbert Myjer                                  | Paesi Bassi                | 1º novembre 2004  | 31 ottobre 2012   |
| Johannes Silvis                               | Paesi Bassi                | 1º novembre 2012  | 31 ottobre 2021   |
| Jerzy Makarczyk                               | Polonia                    | 1992              | 30 giugno 2002    |
| Lech Garlicki                                 | Polonia                    | 2 luglio 2002     | 31 ottobre 2012   |
| Krzysztof Wojtyczek                           | Polonia                    | 1º novembre 2012  | 31 ottobre 2021   |
| João de Deus Pinheiro Farinha                 | Portogallo                 | 1977              | 1991              |
| Manuel António Lopes Rocha                    | Portogallo                 | 1991              | 31 ottobre 1998   |
| Ireneu Cabral Barreto                         | Portogallo                 | 1º novembre 1998  | 31 marzo 2011     |
| Paulo Pinto de Albuquerque                    | Portogallo                 | 1º aprile 2011    | 31 marzo 2020     |
| Arnold McNair                                 | Regno Unito                | 20 aprile 1959    | 1966              |
| Humphrey Waldock                              | Regno Unito                | 1966              | 1974              |
| Gerald Fitzmaurice                            | Regno Unito                | 1975              | 1980              |
| Vincent Evans                                 | Regno Unito                | 1980              | 1991              |
| John Freeland                                 | Regno Unito                | 1991              | 31 ottobre 1998   |
| Nicolas Bratza                                | Regno Unito                | 1º novembre 1998  | 31 ottobre 2012   |
| Paul Mahoney                                  | Regno Unito                | 1º novembre 2012  | 6 settembre 2016  |
| Tim Eicke                                     | Regno Unito                | 12 settembre 2016 | 11 settembre 2025 |
| Karel Jungwiert                               | Rep. Ceca                  | 1993              | 31 ottobre 2012   |
| Aleš Pejchal                                  | Rep. Ceca                  | 1º novembre 2012  | 31 ottobre 2021   |
| Marin Voicu                                   | Romania                    | 1996              | 31 ottobre 1998   |
| Corneliu Bîrsan                               | Romania                    | 1º novembre 1998  | 16 dicembre 2013  |
| Iulia Motoc                                   | Romania                    | 18 dicembre 2013  | 17 dicembre 2022  |
| Vladimir Tumanov                              | Russia                     | 1997              | 31 ottobre 1998   |
| Anatoly Kovler                                | Russia                     | 1999              | 1º gennaio 2013   |
| Dmitri Dedov                                  | Russia                     | 2 gennaio 2013    | 1º gennaio 2022   |
| Federico Bigi                                 | San Marino                 | 1991              | 24 aprile 1996    |
| Luigi Ferrari Bravo                           | San Marino                 | 1998              | 31 ottobre 2001   |
| Antonella Mularoni                            | San Marino                 | 1º novembre 2001  | 30 settembre 2008 |
| Kristina Pardalos                             | San Marino                 | 21 settembre 2009 | 20 settembre 2018 |
| Dragoljub Popović                             | Serbia e Montenegro Serbia | 4 aprile 2005     | 2015              |
| Branko Lubarda                                | Serbia                     | 13 aprile 2015    | 12 aprile 2024    |
| Bohumil Repík                                 | Cecoslovacchia Slovacchia  | 1992              | 31 ottobre 1998   |
| Viera Strážnická                              | Slovacchia                 | 1º novembre 1998  | 31 ottobre 2004   |
| Ján Šikuta                                    | Slovacchia                 | 1º novembre 2004  | 31 agosto 2015    |
| Alena Poláčková                               | Slovacchia                 | 1º gennaio 2016   | 31 dicembre 2024  |
| Peter Jambrek                                 | Slovenia                   | 1993              | 31 ottobre 1998   |
| Boštjan Zupančič                              | Slovenia                   | 1º novembre 1998  | 2016              |
| Marko Bošnjak                                 | Slovenia                   | 2016              | 2025              |
| Eduardo Garcia de Enterria y Martinez-Carande | Spagna                     | 1978              | 1986              |
| Juan Antonio Carrillo Salcedo                 | Spagna                     | 1986              | 1990              |
| José María Morenilla Rodríguez                | Spagna                     | 1990              | 31 ottobre 1998   |
| José Antonio Pastor Ridruejo                  | Spagna                     | 1º novembre 1998  | 2003              |
| Javier Borrego Borrego                        | Spagna                     | 2003              | 2008              |
| Luis López Guerra                             | Spagna                     | 1º febbraio 2008  | 31 gennaio 2017   |
| Åke Holmbäck                                  | Svezia                     | 20 aprile 1959    | 10 novembre 1971  |
| Sture Petrén                                  | Svezia                     | 1971              | 13 dicembre 1976  |
| Gunnar Lagergren                              | Svezia                     | 1977              | 1988              |
| Elisabeth Palm                                | Svezia                     | 1988              | 2003              |
| Elisabet Fura                                 | Svezia                     | 2003              | 31 maggio 2012    |
| Helena Jäderblom                              | Svezia                     | 26 settembre 2012 | 25 settembre 2021 |
| Antoine Favre                                 | Svizzera                   | 1963              | 8 novembre 1974   |
| Denise Bindschedler-Robert                    | Svizzera                   | 1975              | 1991              |
| Luzius Wildhaber                              | Svizzera                   | 1991              | 18 gennaio 2007   |
| Giorgio Malinverni                            | Svizzera                   | 19 gennaio 2007   | 3 ottobre 2011    |
| Hellen Keller                                 | Svizzera                   | 4 ottobre 2011    | 3 ottobre 2020    |
| Kemal Fikret Arık                             | Turchia                    | 20 aprile 1959    | 10 dicembre 1965  |
| Suat Bilge                                    | Turchia                    | 1966              | 1972              |
| Ali Bozer                                     | Turchia                    | 1973              | 1977              |
| Feyyaz Gölcüklü                               | Turchia                    | 1977              | 31 ottobre 1998   |
| Rıza Türmen                                   | Turchia                    | 1º novembre 1998  | 2008              |
| Işıl Karakaş                                  | Turchia                    | 1º maggio 2008    | 30 aprile 2017    |
| Volodymyr Butkevych                           | Ucraina                    | 1996              | 30 novembre 2008  |
| Ganna Yudkivska                               | Ucraina                    | 15 gennaio 2010   | 14 giugno 2019    |
| András Baka                                   | Ungheria                   | 1991              | 2008              |
| András Sajó                                   | Ungheria                   | 1º febbraio 2008  | 31 gennaio 2017   |

## Presidenti
| Nº | Presidente (Nascita-Morte) | Presidente (Nascita-Morte)             | Nazione     | Mandato           | Mandato          |
| Nº | Presidente (Nascita-Morte) | Presidente (Nascita-Morte)             | Nazione     | Inizio            | Fine             |
| -- | -------------------------- | -------------------------------------- | ----------- | ----------------- | ---------------- |
| 1  |                            | Lord Arnold McNair (1885-1975)         | Regno Unito | 21 gennaio 1959   | 3 maggio 1965    |
| 2  |                            | René Cassin (1887-1976)                | Francia     | 20 maggio 1965    | 15 giugno 1968   |
| 3  |                            | Henri Rolin (1891-1973)                | Belgio      | 27 settembre 1968 | 5 maggio 1971    |
| 4  |                            | Sir Humphrey Waldock (1904-1981)       | Regno Unito | 5 maggio 1971     | 21 gennaio 1974  |
| 5  |                            | Giorgio Balladore Pallieri (1905-1980) | Italia      | 8 maggio 1974     | 9 dicembre 1980  |
| 6  |                            | Gérard J. Wiarda (1906-1988)           | Paesi Bassi | 30 gennaio 1981   | 30 maggio 1985   |
| 7  |                            | Rolv Ryssdal (1914-1998)               | Norvegia    | 30 maggio 1985    | 18 febbraio 1998 |
| 8  |                            | Rudolf Bernhardt (1925)                | Germania    | 24 marzo 1998     | 31 ottobre 1998  |
| 9  |                            | Luzius Wildhaber (1937)                | Svizzera    | 1º novembre 1998  | 18 gennaio 2007  |
| 10 |                            | Jean-Paul Costa (1941)                 | Francia     | 19 gennaio 2007   | 3 novembre 2011  |
| 11 |                            | Sir Nicolas Bratza (1945)              | Regno Unito | 4 novembre 2011   | 31 ottobre 2012  |
| 12 |                            | Dean Spielmann (1962)                  | Lussemburgo | 1º novembre 2012  | 31 ottobre 2015  |
| 13 |                            | Guido Raimondi (1953)                  | Italia      | 1º novembre 2015  | 4 maggio 2019    |
| 14 |                            | Linos-Alexandre Sicilianos (1960)      | Grecia      | 5 maggio 2019     | 17 maggio 2020   |
| 15 |                            | Róbert Ragnar Spanó (1972)             | Islanda     | 18 maggio 2020    | 31 ottobre 2022  |
| 16 |                            | Síofra O'Leary (1968)                  | Irlanda     | 1º novembre 2022  | 1º luglio 2024   |
| 17 |                            | Marko Bošnjak (1974)                   | Slovenia    | 2 luglio 2024     | 29 maggio 2025   |
| 18 |                            | Mattias Guyomar (1974)                 | Francia     | 30 maggio 2025    | in carica        |